# Sergej Gorlukovitj
Sergej Vadimovitj Gorlukovitj (ryska: Сергей Вадимович Горлукович), född 18 november 1961 i Borunj, Vitryska rådsrepubliken i Sovjetunionen, är en vitrysk (och tidigare sovjetisk) före detta fotbollsspelare som med det Sovjetiska landslaget tog OS-guld vid de olympiska sommarspelen 1988 i Seoul.

### Webbkällor
Den här artikeln är helt eller delvis baserad på material från engelskspråkiga Wikipedia, tidigare version.
- Sports-reference.com (engelska)
- RussiaTeam, profil (ryska)
- Bundesliga-karriär (ryska)